# Rumuńskie Siły Zbrojne
Rumuńskie Siły Zbrojne (rum. Forțele Armate Române) – siły i środki wydzielone przez Rumunię do zabezpieczenia własnych interesów i prowadzenia walki zbrojnej zarówno na jej terytorium oraz poza nim.

## Struktura
Obecnie składają się z trzech rodzajów sił zbrojnych:
- sił lądowych – Forțele Terestre Române
- marynarki wojennej – Forțele Navale Române
- sił powietrznych – Forțele Aeriene Române

Rumuńskie Siły Zbrojne składają się z 64 500 osób, według rankingu Global Firepower Rumuńskie Siły Zbrojne stanowią 41. siłę militarną na świecie.

## Inne organizacje wojskowe
Oprócz sił zbrojnych Rumunia posiada inne służby militarne, niewchodzące jednak w skład RSZ. Należą do nich:
- Żandarmeria
- Sztab Kryzysowy
- Generalny Zarząd Informacji Obronnej
  - Zarząd Wywiadu Wojskowego
  - Zarząd Bezpieczeństwa Wojskowego
- Rumuński Korpus Telekomunikacyjny